# Atheta larsonae

Atheta larsonae  (лат.) — вид коротконадкрылых жуков из подсемейства Aleocharinae. Канада.

## Распространение
Встречается в провинции Саскачеван (Канада).

## Описание
Мелкие коротконадкрылые жуки, длина тела 2,5 мм. Основная окраска тёмно-коричневая, почти чёрная (надкрылья и ноги светлее). Сходен с видом Atheta peticapensis, отличается узкими головой и пронотумом, широкими и короткими надкрыльями. Усики 11-члениковые, прикрепляются у внутреннего края глаз. Средние и задние лапки 5-члениковые (передние 4-члениковые). Видовое название дано в честь Руби Ларсон (Ruby I. Larson) которая работала в Agriculture Canada Research Station (Lethbridge). 
Вид был впервые описан в 2016 году канадскими энтомологами Яном Климашевским (Jan Klimaszewski; Laurentian Forestry Centre, Онтарио, Канада) и Дэвидом Ларсоном (David J. Larson).